# William Barr
William Pelham Barr, född 23 maj 1950 i New York i New York, är en amerikansk jurist, statsvetare och republikansk politiker. Han var USA:s justitieminister från 1991 till 1993 under president George H. W. Bush och ånyo från 2019 till 2020 under president Donald Trump.

## Karriär
William Barr avlade kandidatexamen (B.Sc.) 1971 och masterexamen (M.A.) 1973 i statsvetenskap vid Columbia University. Han började sedan att studera juristprogrammet, och avlade juristexamen (J.D.) 1977 vid George Washington University. Under juridikstudierna arbetade han för CIA åren 1973–1977. Efter studierna arbetade han i nio år på advokatbyrån Shaw, Pittman, Potts & Trowbridge i Washington, D.C.
Han tjänstgjorde i olika toppbefattningar på justitiedepartementet under president George H.W. Bush: biträdande justitieminister 1989–1990, vice justitieminister 1990–1991 och justitieminister 1991–1993. År 1993 återgick han till arbetet som advokat, bland annat vid den internationella advokatbyrån Kirkland & Ellis. Han har även suttit i styrelser för flera amerikanska företag. Verizon har anställt honom som vice vd och företagets toppjurist.
Den 7 december 2018 meddelade president Donald Trump att han nominerar Barr att återigen tjänstgöra som USA:s justitieminister. Barr bekräftades av senaten den 14 februari 2019 med röstsiffrorna 54–45 för. Tre demokrater gick emot sitt parti och röstade för Barr, Doug Jones från Alabama, Joe Manchin från West Virginia och Kyrsten Sinema från Arizona.

## Privatliv
Barr har varit gift med Christine sedan 1973. Från och med 2018 arbetar Barrs dotter, Mary Daly, vid USA:s justitiedepartement.
Barr är troende katolik.

## Bildgalleri

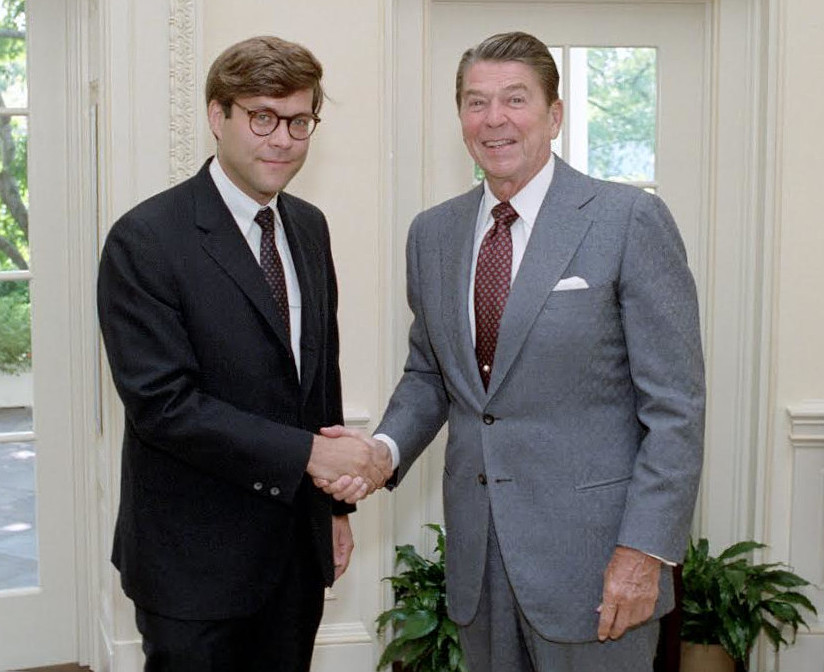
William Barr och president Ronald Reagan i Ovala rummet 1983.
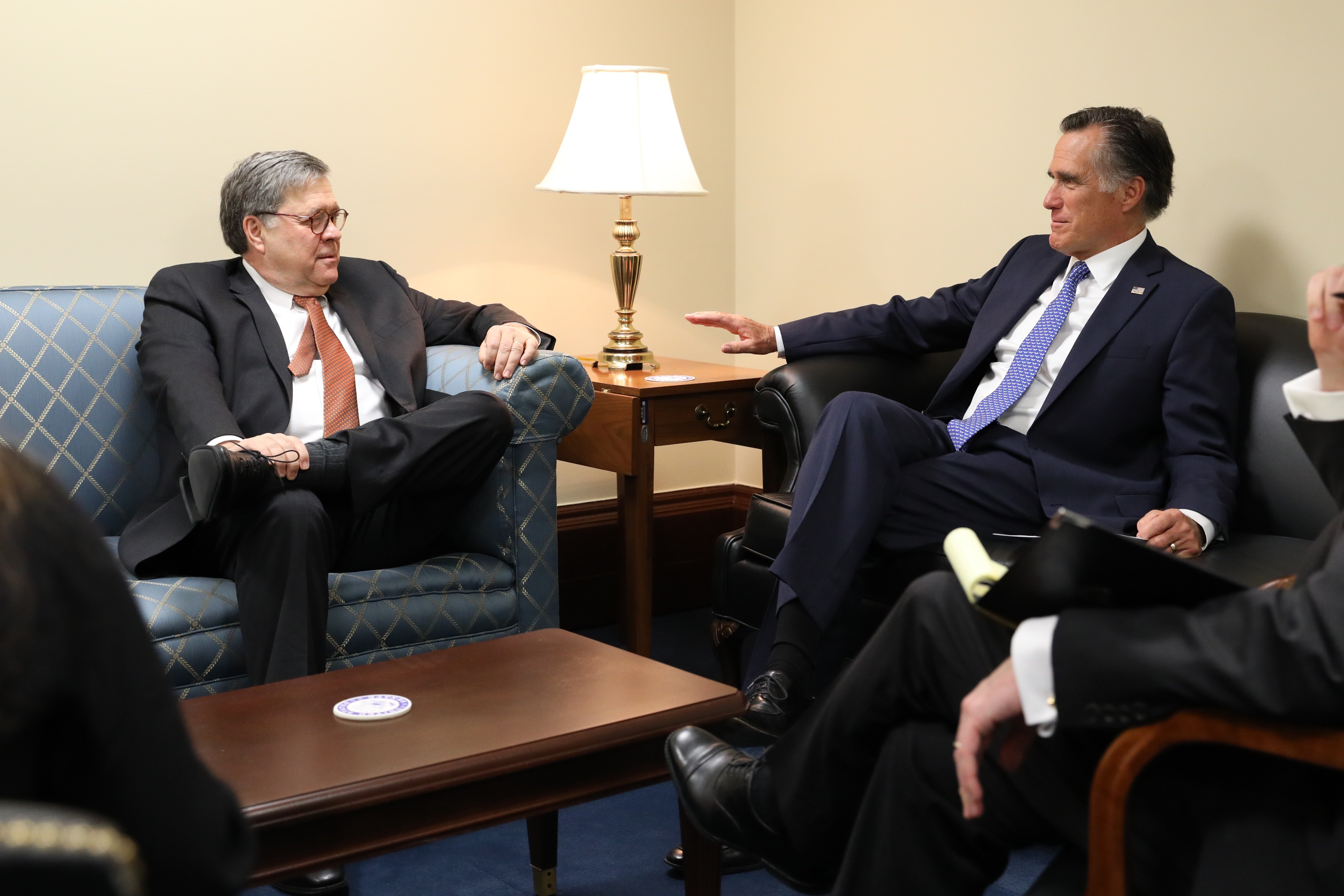
William Barr under ett möte med Mitt Romney i februari 2019.
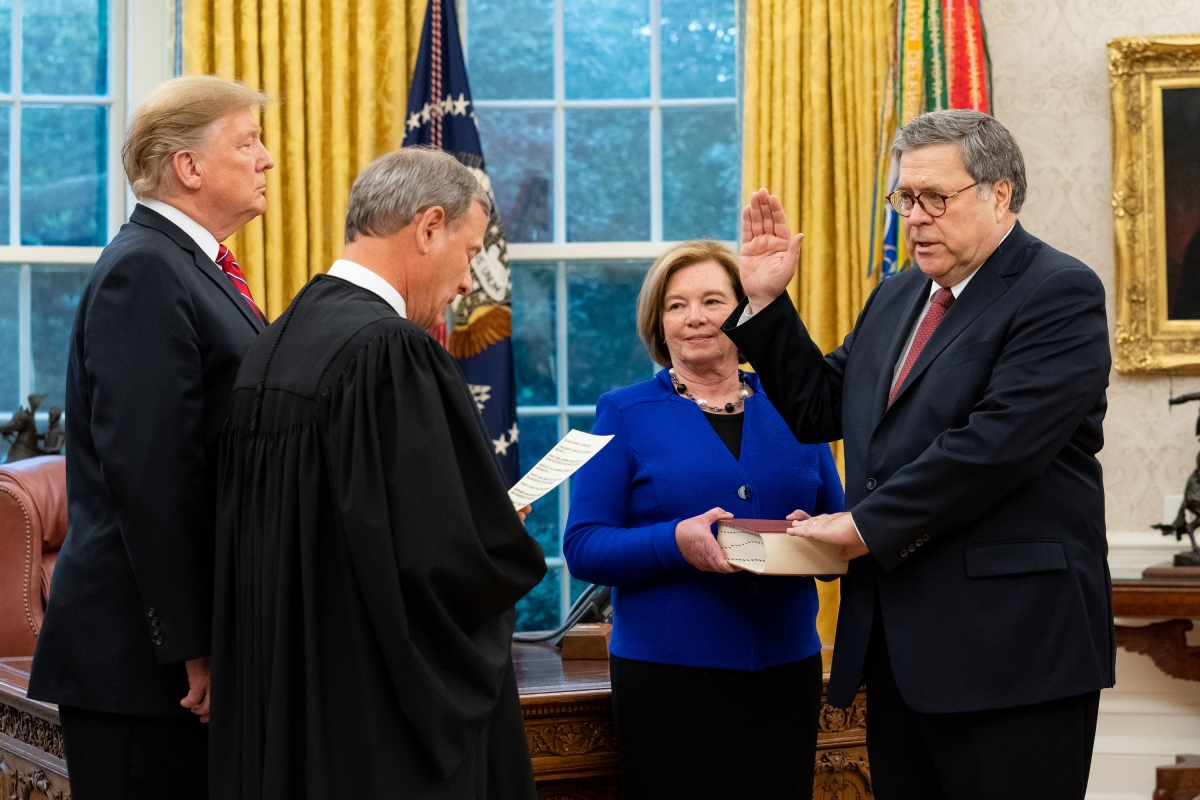
William Barr svärs in som USA:s justitieminister den 14 februari 2019.